# Madame X (album)
Madame X là album phòng thu thứ mười bốn của ca sĩ-nhạc sĩ người Mĩ Madonna. Album được phát hành vào ngày 14 tháng 6 năm 2019 bởi Interscope Records. Madame X là sản phẩm nối tiếp Rebel Heart (2015) với đĩa đơn đầu tiên "Medellín" được phát hành vào ngày 17 tháng 4 năm 2019.

## Bối cảnh hình thành
Vào tháng 1 năm 2018, Madonna thông báo trên Instagram rằng cô đã bắt tay thực hiện album phòng thu thứ 14 của mình. 4 tháng sau, vào tháng 5 năm 2018, cô biểu diễn tại Met Gala ở New York. Sau khi biểu diễn bản hit "Like a Prayer", Madonna hát một đoạn ngắn của một bài hát mới chưa từng được phát hành trước đó. Bài hát sau đó được biết đến dưới tên gọi "Dark Ballet" (trước đó là "Beautiful Game"). Vào tháng 7 năm 2018, Madonna đóng góp một đoạn thoại cho video âm nhạc của "God Is A Woman" của Ariana Grande. Vào tháng 10 năm 2018, cô hợp tác với Quavo trong bài hát "Champagne Rosé" nằm trong album đầu tay của anh, Quavo Huncho.
Madonna chuyển đến đến Lisboa, Bồ Đào Nha đẻ tìm kiếm một học viện bóng đá nam cho con trai của cô là David vì cậu ấy muốn trở thành một cầu thủ chuyên nghiệp. Tuy nhiên, sau đó cô cảm thấy cuộc đời mình trở nên tương đối nhàm chán. Do đó, cô quyết định đi gặp gỡ các nghệ sĩ, họa sĩ và nhạc sĩ. Tin rằng "âm nhạc là tâm hồn của vũ trụ", Madonna cảm thấy được kết nối với những nguồn cảm hứng mới và quyết định thu âm một album mới dựa trên những trải nghiệm âm nhạc mà cô tìm thấy ở những thành phố của Bồ Đào Nha mà cô nhắc đến như là "nơi có sự hỗn hợp nhiều nền văn hoá âm nhạc khác nhau từ Angola đến Guiné-Bissau đến Tây Ban Nha đến Brasil đến Pháp và đến Cabo Verde".
Trong suốt thời gian tạm trú ở Bồ Đào Nha, Madonna đăng tải nhiều hình ảnh và clip ngắn ghi chép lại những công việc của cô khi thực hiện album. Nhà sản xuất âm nhạc người Pháp, Mirwais Ahmadzaï, người đã từng làm việc với Madonna trong hai album Music (2000) và American Life (2003), được xác nhận là một trong những nhà sản xuất chính cho Madame X. Mike Dean, người đã sản xuất album Rebel Heart (2015), cũng nằm trong danh sách các nhà sản xuất của album. Vào tháng 2 năm 2019, Maluma đăng một bức ảnh lên Instagram cho thấy anh đang làm việc cùng Madonna trong phòng thu. Trong buổi phỏng vấn với Vogue Italia, Madonna tiết lộ rằng album mới sẽ được ra mắt vào năm 2019. Vào ngày 14 tháng 4 năm 2019, Madonna đăng hàng loạt đoạn clip nhá hàng lên tài khoản Instagram, tiết lộ Madame X là tựa đề của album.

## Tựa đề, ảnh bìa và các chủ đề của album
Trong đoạn quảng cáo 1 phút được đăng lên tài khoản Instagram và YouTube chính thức của Madonna, cô tuyên bố mình là "Madame X", một nhân bản của cô mà album được đặt tên theo. Đoạn video bắt đầu khi Madonna cất tiếng hát: "Điều gây nhiều tổn thương nhất là việc tôi đã không để mình bị lạc lối..."
Sau đó, cô bắt đầu liệt kê những tính cách và bản chất khác nhau của Madame X:

Madame X là một đặc vụ. Du ngoạn vòng quanh thế giới. Thay đổi danh tính của mình. Đấu tranh cho sự tự do. Mang ánh sáng đến những nơi tăm tối. Cô ấy là một vũ công. Một giáo sư. Một nguyên thủ quốc gia. Một quản gia. Một người cưỡi ngựa. Một tù nhân. Một học sinh. Một người mẹ. Một đứa con. Một cô giáo. Một nữ tu. Một ca sĩ. Một vị thánh. Một con điếm. Một nội gián trong ngôi nhà của tình yêu. Tôi là Madame X.

Madonna được gọi là Madame X bởi cô giáo dạy nhảy của mình, Martha Graham. Sau khi đặt lại tên cho Madonna, Graham nói: "Cô đặt cho em một cái tên mới: Madame X. Mỗi ngày em đến trường và cô lại không nhận ra em. Mỗi ngày, em đều thay đổi danh tính. Em là một bí ẩn đối với cô."
Ảnh bìa của album cho thấy ảnh chụp chân dung của Madame X, với tên album khắc xung quanh đôi môi đỏ ngọc của cô để tạo một ảo ảnh như miệng của cô được khâu lại chặt. Phiên bản sang trọng của album có một ảnh bìa khác, đó là ảnh chụp cận mặt của Madonna với mái tóc vàng.

## Quảng bá

### Đĩa đơn
Đĩa đơn mở đường của album, "Medellín", được phát hành vào ngày 17 tháng 4 năm 2019, trùng với thời điểm mở đặt hàng trước album. Bài hát là một bản song ca với ca sĩ, nhạc sĩ nhạc raggaeton người Columbia Maluma. Video âm nhạc của bài hát ra mắt vào ngày 24 tháng 4, trong một sự kiện đặc biệt trực tiếp trên MTV và MTV UK. Video được phát sóng trên các hệ thống truyền hình và kỹ thuật số của MTV và được đạo diễn bởi Diana Kunst và Mau Morgó.
"Crave", một ca khúc hợp tác với ca sĩ và rapper người Mĩ Swae Lee, được phát hành thành đĩa đơn thứ hai từ album vào ngày 10 tháng 5. Đĩa đơn được gửi đến các đài phát thanh Hot/Modern/AC ở Hoa Kỳ vào ngày 20 tháng 5. Video âm nhạc của bài hát, đạo diễn bởi Nuno Xico, được phát hành 2 ngày sau đó.

### Đĩa đơn quảng bá
Trước khi Madame X được phát hành, một số đĩa đơn quảng bá được trình làng để hỗ trợ cho việc quảng bá album.
"I Rise", đĩa đơn quảng bá đầu tiên cho album, được phát hành vào ngày 3 tháng 5 năm 2019. Theo sau đó là "Future", đĩa đơn quảng bá thứ hai của album, là một bản song ca với rapper người Mĩ Quavo, được phát hành vào ngày 17 tháng 5 năm 2019.
"Dark Ballet" được chọn làm đĩa đơn quảng bá cuối cùng từ album, phát hành vào ngày 7 tháng 6 năm 2019 cùng với video âm nhạc của nó.

### Biểu diễn trực tiếp
Madonna và Maluma đã cùng biểu diễn "Medellin" tại Lễ trao Giải âm nhạc Billboard năm 2019 vào ngày 1 tháng 5 năm 2019. Madonna biểu diễn bản hit "Like a Prayer" và "Future" cùng với Quavo tại Tel Aviv, Israel trong đêm chung kết Cuộc thi Eurovision 2019 vào ngày 18 tháng 5 năm 2019. Sự xuất hiện của cô được cho là đã tốn 1 triệu đô-la Mỹ của Liên hiệp Phát sóng châu Âu và được chi trả bởi doanh nhân người Canada gốc Israel - Sylvan Adams. Màn trình diễn gặp phải nhiều đánh giá trái chiều về giọng hát yếu kém của Madonna và thông điệp chính trị mà cô mang đến.
Vào ngày 6 tháng 5, chuyến lưu diễn Madame X Tour được thông báo chính thức, với những buổi hòa nhac tại các nhà hát bắt đầu từ tháng 9 năm 2019.

## Đánh giá chuyên môn
| Đánh giá chuyên môn | Đánh giá chuyên môn |
| Điểm trung bình     | Điểm trung bình     |
| Nguồn               | Đánh giá            |
| ------------------- | ------------------- |
| Metacritic          | 70/100              |
| Nguồn đánh giá      |                     |
| Nguồn               | Đánh giá            |
| AllMusic            | [ 3 ]               |
| The Guardian        | [ 4 ]               |
| musicOMH            | [ 5 ]               |
| NME                 | [ 6 ]               |
| Pitchfork           | 4.8/10              |
| Q                   | [ 8 ]               |
| Rolling Stone       | [ 9 ]               |
| Slant Magazine      | [ 10 ]              |
| The Daily Telegraph | [ 11 ]              |
| The Times           | [ 12 ]              |

Madame X nhận được 70 trên 100 điểm từ trang tổng hợp các đánh giá Metacritic, cho biết album "nhìn chung nhận được nhiều sự yêu mến" dựa trên 21 đánh giá của các nhà phê bình âm nhạc.
Đa phần những đánh giá tích cực dành cho album khen ngợi sự độc đáo, mới lạ mang tính thử nghiệm của album. Kitty Empire của tờ The Guardian gọi album là "sự trở lại một cách kì dị mà lộng lẫy" của Madonna, miêu tả phần sản xuất của album là "trơn tru... nhưng được tôi luyện bởi sự tự tin vững chắc của Madonna vào những quyết định mang tính thảm mỹ của mình". Tương tự, Nick Smith của musicOMH cũng khen ngợi album, gọi nó là "táo bạo, kì dị, liều lĩnh và hấp dẫn".
Tuy nhiên, những đánh giá hỗn hợp phê bình những khía cạnh về phần sản xuất, cũng như là bản chất của hướng đi nghệ thuật mà Madonna đã chọn cho album. Neil McCormick của tờ The Daily Telegraph tóm tắt Madame X như một "sự nhầm lẫn điên rồ của một album" và chỉ trích sự thiếu gắn kết của nó, cho rằng "Madonna đang chiến đấu trên quá nhiều mặt trận khác nhau trong cùng một lúc". Tương tự, Rob Sheffield của Rolling Stone miêu tả album là "kì dị một cách đáng ngưỡng mộ", nhận xét rằng "những bài hát tốt nhất" của nó bị chôn vùi dưới "đống thảm họa".

## Diễn biến thương mại
Madame X ra mắt ở vị trí quán quân trên bảng xếp hạng Billboard 200 của Hoa Kỳ với doanh số 95.000 bản, trong đó 90,000 bản là doanh số đĩa thuần. Đây là album quán quân thứ 9 của cô tại Hoa Kỳ.
Ở Vương quốc Anh, album ra mắt trên bảng xếp hạng ở vị trí á quân (đứng sau album Western Stars của Bruce Springsteen) chỉ với hơn 25.000 bản.
Ở Pháp, album bắt đầu ở vị trí thứ tư trên bảng xếp hạng với doanh số 15.900 bản thuần.
Ở Đức, Madame X trở thành album phòng thu có vị trí thấp nhất trên bảng xếp hạng của Madonna kể từ album Erotica (1992). Nó chỉ vươn đến vị trí thứ năm.

## Danh sách bài hát
| Madame X – Bản chuẩn | Madame X – Bản chuẩn                  | Madame X – Bản chuẩn                                                                              | Madame X – Bản chuẩn      | Madame X – Bản chuẩn |
| STT                  | Nhan đề                               | Sáng tác                                                                                          | Nhà sản xuất              | Thời lượng           |
| -------------------- | ------------------------------------- | ------------------------------------------------------------------------------------------------- | ------------------------- | -------------------- |
| 1.                   | "Medellín" (cùng với Maluma)          | Madonna Ciccone Mirwais Ahmadzaï Maluma Londoño Edgar Barrera                                     | Madonna Mirwais           | 4:58                 |
| 2.                   | "Dark Ballet"                         | Ciccone Ahmadzaï                                                                                  | Madonna Mirwais           | 4:14                 |
| 3.                   | "God Control"                         | Ciccone Ahmadzaï                                                                                  | Madonna Mirwais Mike Dean | 6:19                 |
| 4.                   | "Future" (cùng với Quavo)             | Ciccone Thomas Pentz Brittany Talia Hazzard Quavious Keyate Marshall Maxime Picard Clement Picard | Madonna Diplo             | 3:53                 |
| 5.                   | "Batuka"                              | Ciccone Banda Ahmadzaï                                                                            | Madonna Mirwais           | 4:57                 |
| 6.                   | "Killers Who Are Partying"            | Ciccone Ahmadzaï                                                                                  | Madonna Mirwais           | 5:28                 |
| 7.                   | "Crave" (cùng với Swae Lee)           | Ciccone Khalif Malik Ibn Shaman Brown Hazzard                                                     | Madonna Billboard Dean    | 3:21                 |
| 8.                   | "Crazy"                               | Ciccone Jason Evigan Hazzard                                                                      | Madonna Dean Evigan       | 4:02                 |
| 9.                   | "Come Alive"                          | Ciccone Jeff Bhasker Hazzard                                                                      | Madonna Bhasker Dean      | 4:02                 |
| 10.                  | "Faz Gostoso" (hợp tác với Anitta)    | Rodrigo Carmo Nuno Emanuel Oliveira Mateus Seabra Luíz Vieira Karla Rodrigues Ciccone             | Madonna Billboard Dean    | 4:05                 |
| 11.                  | "Bitch I'm Loca" (hợp tác với Maluma) | Ciccone Lauren D'Elia Londoño Barrera JAMES Rodriguez Stiven Rojas                                | Madonna Billboard         | 2:50                 |
| 12.                  | "I Don't Search I Find"               | Ciccone Ahmadzaï                                                                                  | Madonna Mirwais           | 4:08                 |
| 13.                  | "I Rise"                              | Ciccone Evigan Hazzard                                                                            | Madonna Evigan            | 3:44                 |
| Tổng thời lượng:     | Tổng thời lượng:                      | Tổng thời lượng:                                                                                  | Tổng thời lượng:          | 56:01                |

| Madame X – Bản sang trọng kỹ thuật số / Bản đĩa than / Bản sang trọng độc quyền tại Target / Bản sang trọng đĩa cứng | Madame X – Bản sang trọng kỹ thuật số / Bản đĩa than / Bản sang trọng độc quyền tại Target / Bản sang trọng đĩa cứng | Madame X – Bản sang trọng kỹ thuật số / Bản đĩa than / Bản sang trọng độc quyền tại Target / Bản sang trọng đĩa cứng | Madame X – Bản sang trọng kỹ thuật số / Bản đĩa than / Bản sang trọng độc quyền tại Target / Bản sang trọng đĩa cứng | Madame X – Bản sang trọng kỹ thuật số / Bản đĩa than / Bản sang trọng độc quyền tại Target / Bản sang trọng đĩa cứng |
| STT | Nhan đề | Sáng tác | nhà sản xuất | Thời lượng |
| --- | --- | --- | --- | --- |
| 10. | "Extreme Occident"                                                                                                   | Ciccone Ahmadzaï | Madonna Mirwais | 3:41 |
| 11. | "Faz Gostoso" (featuring Anitta)                                                                                     | Carmo Nuno Oliveira Seabra Vieira Rodrigues Ciccone                                                                  | Madonna Billboard Dean                                                                                               | 4:05 |
| 12. | "Bitch I'm Loca" (featuring Maluma)                                                                                  | Ciccone D'Elia Londoño Barrera James Rodriguez Rojas                                                                 | Madonna Billboard | 2:50 |
| 13. | "I Don't Search I Find"                                                                                              | Ciccone Ahmadzaï | Madonna Mirwais | 4:08 |
| 14. | "Looking for Mercy"                                                                                                  | Ciccone Hazzard | Madonna Bhasker Dean                                                                                                 | 4:50 |
| 15. | "I Rise" | Ciccone Evigan Hazzard                                                                                               | Madonna Evigan | 3:44 |
| Tổng thời lượng: | Tổng thời lượng: | Tổng thời lượng: | Tổng thời lượng: | 64:32 |

| Madame X – Bản dành cho thị trường Nhật | Madame X – Bản dành cho thị trường Nhật          | Madame X – Bản dành cho thị trường Nhật       | Madame X – Bản dành cho thị trường Nhật | Madame X – Bản dành cho thị trường Nhật |
| STT                                     | Nhan đề                                          | Sáng tác                                      | Nhà sản xuất                            | Thời lượng                              |
| --------------------------------------- | ------------------------------------------------ | --------------------------------------------- | --------------------------------------- | --------------------------------------- |
| 16.                                     | "Medellín" (Offer Nissim Madame X in the Sphinx) | Ciccone Ahmadzaï Londoño Barrera Offer Nissim | Madonna Mirwais                         | 5:30                                    |
| Tổng thời lượng:                        | Tổng thời lượng:                                 | Tổng thời lượng:                              | Tổng thời lượng:                        | 70:02                                   |

| Madame X – Bản sang trọng đĩa cứng (đĩa 2) / Bản sang trọng hình hộp (đĩa tặng thêm) | Madame X – Bản sang trọng đĩa cứng (đĩa 2) / Bản sang trọng hình hộp (đĩa tặng thêm) | Madame X – Bản sang trọng đĩa cứng (đĩa 2) / Bản sang trọng hình hộp (đĩa tặng thêm) | Madame X – Bản sang trọng đĩa cứng (đĩa 2) / Bản sang trọng hình hộp (đĩa tặng thêm) | Madame X – Bản sang trọng đĩa cứng (đĩa 2) / Bản sang trọng hình hộp (đĩa tặng thêm) |
| STT                                                                                  | Nhan đề                                                                              | Sáng tác                                                                             | Nhà sản xuất                                                                         | Thời lượng                                                                           |
| ------------------------------------------------------------------------------------ | ------------------------------------------------------------------------------------ | ------------------------------------------------------------------------------------ | ------------------------------------------------------------------------------------ | ------------------------------------------------------------------------------------ |
| 1.                                                                                   | "Funana"                                                                             | Madonna Mirwais                                                                      | Madonna Mirwais                                                                      | 3:42                                                                                 |
| 2.                                                                                   | "Back That Up to the Beat"                                                           | Madonna Hazzard Pharrell Williams                                                    | Madonna Bhasker Dean Williams                                                        | 3:50                                                                                 |
| 3.                                                                                   | "Ciao Bella"                                                                         | Madonna Mirwais                                                                      | Madonna Mirwais                                                                      | 5:36                                                                                 |
| Tổng thời lượng:                                                                     | Tổng thời lượng:                                                                     | Tổng thời lượng:                                                                     | Tổng thời lượng:                                                                     | 13:08                                                                                |

| Madame X – Bản sang trọng hình hộp (tặng kèm đĩa 7 inch) | Madame X – Bản sang trọng hình hộp (tặng kèm đĩa 7 inch) | Madame X – Bản sang trọng hình hộp (tặng kèm đĩa 7 inch) | Madame X – Bản sang trọng hình hộp (tặng kèm đĩa 7 inch) | Madame X – Bản sang trọng hình hộp (tặng kèm đĩa 7 inch) |
| STT                                                      | Nhan đề                                                  | Sáng tác                                                 | Nhà sản xuất                                             | Thời lượng                                               |
| -------------------------------------------------------- | -------------------------------------------------------- | -------------------------------------------------------- | -------------------------------------------------------- | -------------------------------------------------------- |
| 1.                                                       | "I Rise"                                                 | Ciccone Evigan Hazzard                                   | Madonna Evigan                                           | 3:44                                                     |
| Tổng thời lượng:                                         | Tổng thời lượng:                                         | Tổng thời lượng:                                         | Tổng thời lượng:                                         | 3:44                                                     |

## Xếp hạng
| Bảng xếp hạng(2019)                      | Vị trí cao nhất |
| ---------------------------------------- | --------------- |
| Argentinian Albums (CAPIF)               | 1               |
| Australian Albums (ARIA)                 | 2               |
| Album Bỉ (Ultratop Vlaanderen)           | 2               |
| Album Bỉ (Ultratop Wallonie)             | 2               |
| Album Canada (Billboard)                 | 2               |
| Album Cộng hòa Séc (ČNS IFPI)            | 4               |
| Album Đan Mạch (Hitlisten)               | 13              |
| Album Hà Lan (Album Top 100)             | 2               |
| Album Phần Lan (Suomen virallinen lista) | 7               |
| French Albums (SNEP)                     | 4               |
| Album Đức (Offizielle Top 100)           | 5               |
| Album Ireland (IRMA)                     | 8               |
| Italian Albums (FIMI)                    | 2               |
| Album Nhật Bản (Oricon)                  | 11              |
| Japanese International Albums (Oricon)   | 2               |
| Japanese Hot Albums (Billboard Japan)    | 18              |
| New Zealand Albums (RMNZ)                | 5               |
| Album Na Uy (VG-lista)                   | 6               |
| Album Scotland (OCC)                     | 4               |
| Spanish Albums (PROMUSICAE)              | 3               |
| Album Thụy Điển (Sverigetopplistan)      | 10              |
| Album Thụy Sĩ (Schweizer Hitparade)      | 2               |
| Album Anh Quốc (OCC)                     | 2               |
| US Billboard 200                         | 1               |